# Лашо
Лашо́, Лаши́о (бирм. လားရှိုးမြို့, MLCTS = la hri: mrui.) — город на востоке Мьянмы, на территории штата Шан. Административный центр одноимённого района.

## Географическое положение
Город находится в северной части провинции, к югу от реки Нам-Яо, на расстоянии приблизительно 390 километров к северо-востоку от столицы страны Нейпьидо. Абсолютная высота — 836 метров над уровнем моря.

## Климат
| Показатель                    | Янв. | Фев. | Март | Апр. | Май | Июнь | Июль | Авг. | Сен. | Окт. | Нояб. | Дек. | Год  |
| ----------------------------- | ---- | ---- | ---- | ---- | --- | ---- | ---- | ---- | ---- | ---- | ----- | ---- | ---- |
| Средний суточный максимум, °C | 23   | 25   | 29   | 31   | 30  | 28   | 28   | 27   | 28   | 27   | 25    | 22   | 27   |
| Средняя температура, °C       | 15   | 17   | 21   | 23   | 24  | 24   | 24   | 24   | 24   | 22   | 19    | 15   | 21   |
| Средний суточный минимум, °C  | 7    | 9    | 13   | 16   | 19  | 21   | 21   | 21   | 20   | 17   | 13    | 9    | 16   |
| Норма осадков, мм             | ---  | 10   | 10   | 50   | 170 | 250  | 290  | 320  | 200  | 140  | 70    | 20   | 1570 |
| Источник: Weatherbase         |      |      |      |      |     |      |      |      |      |      |       |      |      |

## Население
По данным официальной переписи 1983 года, население составляло 88 590 человек.
Динамика численности населения города по годам:
| 1983   | 1993    | 2013    |
| ------ | ------- | ------- |
| 88 590 | 107 604 | 149 423 |

В национальном составе представлены шаны, китайцы и бирманцы.

## Экономика и транспорт
Вблизи города ведётся добыча полиметаллических руд.

Сообщение Лашо с другими городами осуществляется посредством железнодорожного и автомобильного транспорта. В частности, с городом Мемьо Лашо соединяет виадук Готейк — самый высокий мост в стране, а на момент открытия (1900 год) также был самым высоким железнодорожным мостом типа Trestle в мире.

В окрестностях города расположен одноимённый аэропорт (ICAO: VYLS, IATA: LSH).